# 骆佳宜
骆佳宜（Loh Zhiayi，1997年3月2日—），馬來西亞女子跳水運動員。她在2014年南京夏季青年奧林匹克運動會跳水比賽獲得女子3米跳板铜牌及女子10米跳台银牌。

## 簡歷
骆佳宜曾代表馬來西亞參加2014年英联邦运动会，出战女子10米跳台跳水比赛及女子3米跳板跳水比赛两个项目。最后未能为马来西亚代表团夺牌。
接着，他在8月代表马来西亚參加2014年南京夏季青年奥林匹克运动会，出战女子3米跳板、女子10米跳台及混合跳水三个项目，最后在女子3米跳板、10米跳台組跳水比賽贏得了一面银牌和一面铜牌。

## 主要成績
- 2014年夏季青年奥林匹克运动会 女子10米跳台 银牌
- 2014年夏季青年奥林匹克运动会 女子3米跳板 铜牌